# Rökk Ede (labdarúgó)
Rökk Ede, született Rökk Ede Jenő (Cinkota, 1911. szeptember 1. – Kalocsa, 1990. június 11.) magyar válogatott labdarúgó, csatár, jobbszélső poszton. Húga, Rökk Marika nemzetközileg ismert színész-táncosnő, operettprimadonna.

## Élete
Édesapja idősebb Rökk Ede neves építész, de fiatalon sikeres sportoló is volt. 1905-tól az MTK színeiben, mint atléta tűnt ki, elsősorban távolugrásban (amiben 1907-ben ő hozta a csapat első hivatalos atlétikai bajnoki aranyérmét), de tehetséges rúdugró és gátfutó is volt. Édesanyja Károly Mária, Károly Jenő MTK-s futballista testvérhúga volt. Húga, Rökk Marika táncos pályáját követve tizenévesen a család előbb 1924-ben Párizsba költözött, majd 1 évre New Yorkba, aztán Németországban, majd egy ideig Angliában éltek. Eredeti foglalkozása aranyműves.
1929-ben juniorként tűnt fel a Dorogon tartott járási atlétikaiversenyen, ahol 100 méteres síkfutásban 2. helyet ért el, majd amatőrként a Budapesti TCnál játszott. Kezdetben mint kapus, majd jobbszélső lett. Másfél évet Angliában a Kingstoniansban szerepelt. 1931-ben a Honvéd szerződtette profiként. 1933-ban a Budai XI. Sportegyesület szerződtette. Ugyanebben az évben, majd még egymást követő két évben egy-egy alkalomra bekerült a válogatottba. Az 1933-1934-es idényben 17 gólt szerzett, ezzel Toldi Géza (27), Sárosi György (24) és Avar István (19) mögött hármas holtversenyben negyedik lett a gólszerzők listáján. 1934-ben tagja volt az angolok ellen először győztes (2:1) magyar csapatnak. A harmincas évek végén rövid ideig a Phöbus FC-nél is játszott.
1937. december 19-én Budapesten feleségül vette Bukucs Kornéliát.
1938 januárjában friss házasként, miután a Weiss Manfréd Acél- és Fémműveknél a megélhetést biztosító állást kapott, átszerződött a Csepel Weiss Manfréd FC-hez. A csapattal 1940-ben feljutott az első osztályba, az első élvonalbeli idényben az ötödik helyen végeztek, ám 1941 nyarán az amatőr csapathoz, a WMTK-hoz tették át, így már nem lehetett tagja az 1942-ben bajnoki címet szerző együttesnek. 1941-ben elbocsátották. Mint a Csepel WMTK kölyökcsapatának edzője (egyúttal a klub játékosa) egy toborzón ő fedezte fel az 1954-es világbajnoki döntőben szereplő Tóth II Józsefet. A második világháború után elköltözött Kalocsára, ahol festő nagybátyja, Rökk Károly élt. 1942-ben a sportmester-vizsgáztató bizottság labdarugó szakosztálya előtt mestervizsgát tett és labdarúgó mesteri oklevelet szerzett. 1943-ban elvált első feleségétől. 1944-ben a Kaposvári RAC edzője lett, de még abban az évben működési jogát fel is függesztették. 1946−1947-ben a Kalocsai SE-ben játszott. Második neje elhunyta után elhagyta magát, majd huga karolta fel. Élete utolsó éveiben a kalocsai szociális otthonban élt. Itt is halt meg 1990-ben. Nagyanyja, Rökk Edéné sz. Deák Róza (1863-1939) mellé temették. 1991-ben földi maradványait Pestre nem szállíttatták, ahol a családi sírboltban helyezték el.

## Pályafutása

### Klubcsapatban
A Budai 11 labdarúgója volt. Gyors, kapura is veszélyés szélső csatár volt, aki kombinatív játékának és határozottságának köszönhetően gólerős játékosa volt klubcsapatának. 

### A válogatottban
1933 és 1935 között három  alkalommal szerepelt a válogatottban.

## Statisztika

### Mérkőzései a válogatottban
| Magyarország | Magyarország      | Magyarország              | Magyarország | Magyarország | Magyarország | Magyarország | Magyarország | Magyarország |
| #            | Dátum             | Helyszín                  | Hazai        | Eredmény     | Vendég       | Kiírás       | Gólok        | Esemény      |
| ------------ | ----------------- | ------------------------- | ------------ | ------------ | ------------ | ------------ | ------------ | ------------ |
| 1.           | 1933. október 1.  | Bécs, Hohe Warte          | Ausztria     | 2 – 2        | Magyarország | barátságos   | -            |              |
| 2.           | 1934. május 10.   | Budapest, Üllői úti pálya | Magyarország | 2 – 1        | Anglia       | barátságos   | -            |              |
| 3.           | 1935. április 14. | Zürich                    | Svájc        | 6 – 2        | Magyarország | Európa-kupa  | -            |              |
|              | Összesen          |                           |              | 3            | mérkőzés     |              | 0            | gól          |